# London Chess Classic 2010

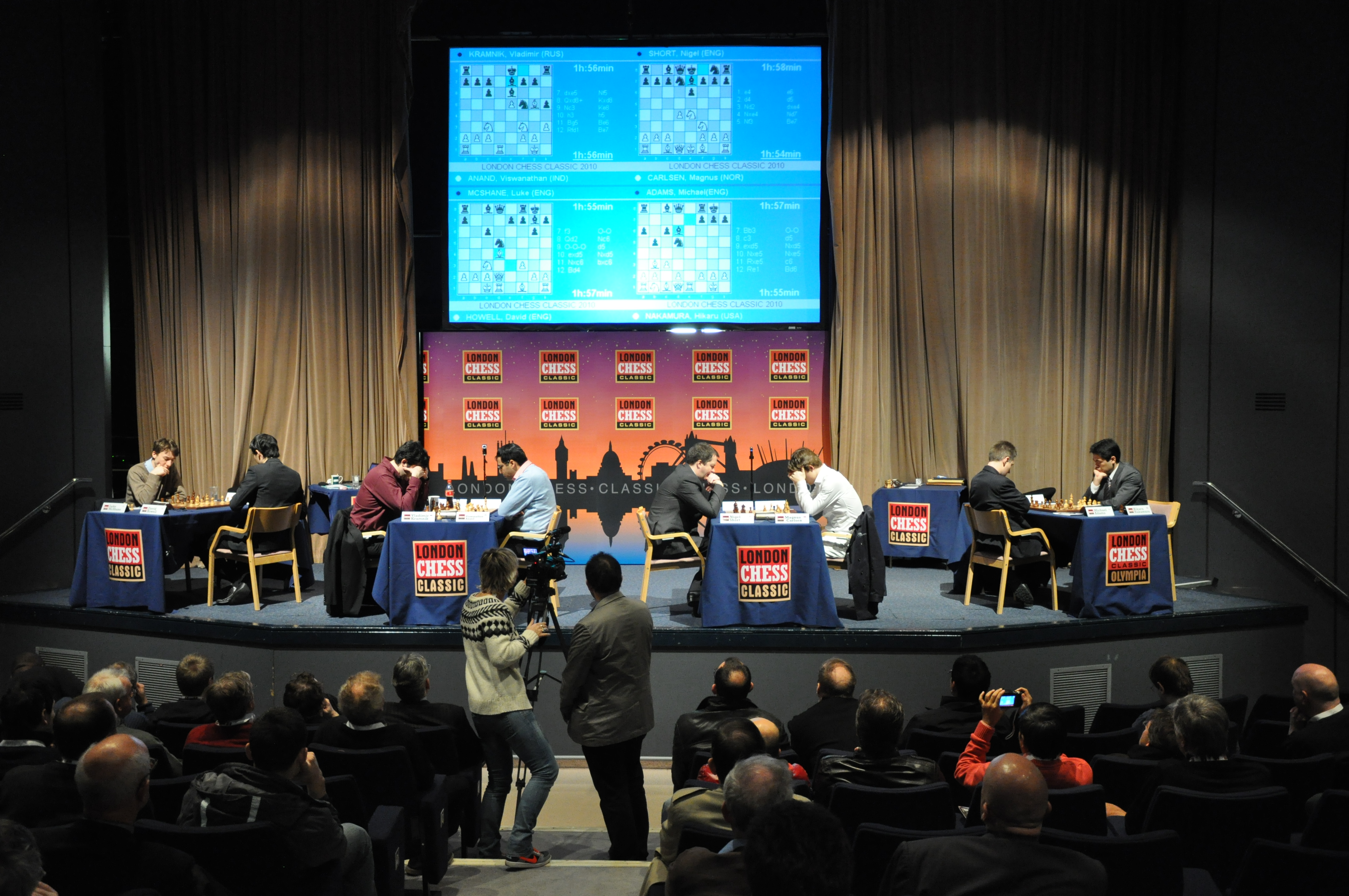
Sala de joc del torneig del 2010

El London Chess Classic 2010 va ser un torneig d'escacs que va tenir lloc a Londres entre el 8 i el 15 de desembre de 2010.
L'edició 2010 va ser anunciat com "El torneig britànic més fort que mai s'hagi fet". La bossa de premis va ser substancialment incrementada respecte a l'edició anterior i el campió del món Viswanathan Anand va rellevar Ni Hua a la llista de participant. Juntament amb els avenços en la qualificació d'alguns dels competidors, l'efecte va ser elevar l'estatus del torneig de categoria 21 en l'escala de la FIDE, per la qual cosa és el torneig més fort que mai s'ha celebrat al Regne Unit.
La cerimònia inaugural va començar amb l'alta comissària índia, Nalin Surie, i el format es va mantenir fidel a la de l'any anterior: adopció dels tres punts per victòria, i un per les taules i la "Regla de Sofia" pel que fa a les taules per mutu acord.
Pels experts en comentaristes de retrasmissions es va proporcionar una cabuda de fins a 400 persones en el mateix lloc i també es va tenir en compte una transmissió per web en directe. Lawrence Trent, Stephen Gordon, Daniel King i Chris Ward varen formar el grup capdavanter en l'equip de comentaristes, tot i que també hi va haver moltes contribucions d'altres distingits jugadors, inclosos els convidats d'honor, Víktor Kortxnoi i Garri Kaspàrov.
El torneig va ser guanyat per Magnus Carlsen, consolidant el seu retorn a número u del món en la llista de qualificació Elo. Anand i Luke McShane varen compartir el segon lloc i per curiositat, en les seves puntuacions convencionals, ells tres haurien compartit la primera plaça. L'entrega dels premis altre cop va tenir lloc al Simpsons-in-the-Strand. Carlsen va ser presentat amb el seu trofeu i un xec de 50.000 euros pel seu entranador a temps parcial i mentor, Garri Kaspàrov.
L'organitzador i director del torneig va ser el MI Malcolm Pein, entrenador de London Chess Centre i editor executiu de CHESS magazine. El Festival va ser organitzat per Adam Raoof, organitzador i àrbitre FIDE. El Festival del 2010 va guanyar el premi de l'any del Congrés de la Federació Anglesa d'Escacs.
El torneig va ser seguit simultàniament per la web London Chess Classic, i pels servidors d'escacs ICC, FICS i Playchess, com també per Twitter i Facebook.

## Participants
Els participants de la segona edició foren:
- Viswanathan Anand, campió del món
- Magnus Carlsen, número dos del món de la llista d'Elo
- Vladímir Kràmnik, excampió del món (2000–2007)
- Hikaru Nakamura, núero u dels Estats Units
- Michael Adams, campió britànic i número u de l'anglès
- Nigel Short, ex finalistat del campionat del món i nímero dos anglès
- Luke McShane, número tres anglès
- David Howell, número quatre anglès

## Classificació
|   | Jugador           | Elo  | 1 | 2 | 3 | 4 | 5 | 6 | 7 | 8 | Punts | Guanyades | Taules | Perdudes | Puntuació | Desempat                | TPR  |
| - | ----------------- | ---- | - | - | - | - | - | - | - | - | ----- | --------- | ------ | -------- | --------- | ----------------------- | ---- |
| 1 | Magnus Carlsen    | 2802 | X | 0 | 0 | 1 | ½ | 1 | 1 | 1 | 4½    | 4         | 1      | 2        | 13        |                         | 2816 |
| 2 | Viswanathan Anand | 2804 | 1 | X | ½ | ½ | ½ | ½ | ½ | 1 | 4½    | 2         | 5      | 0        | 11        | sense desempat          | 2815 |
| 2 | Luke McShane      | 2645 | 1 | ½ | X | ½ | ½ | ½ | ½ | 1 | 4½    | 2         | 5      | 0        | 11        | sense desempat          | 2838 |
| 4 | Hikaru Nakamura   | 2741 | 0 | ½ | ½ | X | 1 | ½ | ½ | 1 | 4     | 2         | 4      | 1        | 10        | Victòria contra Kràmnik | 2772 |
| 5 | Vladímir Kràmnik  | 2791 | ½ | ½ | ½ | 0 | X | ½ | 1 | 1 | 4     | 2         | 4      | 1        | 10        | Perdut contra Nakamura  | 2765 |
| 6 | Michael Adams     | 2723 | 0 | ½ | ½ | ½ | ½ | X | 1 | ½ | 3½    | 1         | 5      | 1        | 8         |                         | 2725 |
| 7 | David Howell      | 2611 | 0 | ½ | ½ | 0 | ½ | 0 | X | ½ | 2     | 0         | 4      | 3        | 4         |                         | 2583 |
| 8 | Nigel Short       | 2680 | 0 | 0 | 0 | 0 | 0 | ½ | ½ | X | 1     | 0         | 2      | 5        | 2         |                         | 2422 |

Nota: la columna dels 'Punts' mostra com el torneig va puntuar sota les regles convencionals i aquestes són les xifres utilitzades per a la determinació de la seva valoració.

## Altres activitats
Altres torneigs organitzats dins del festival varen ser un torneig tancat femení a nou rondes i un obert internacional a nou rondes. La WIM Arlette Van Weersel dels Països Baixos va guanyar amb 8 punts de 9, mentre el Gran Mestre Gawain Jones i Simon Williams (tots dos anglesos) varen compartir el primer lloc a l'obert amb 7½ punts de 9.
Kortxnoi va donar dues simultànies durant el festival i les dues conferències del vespre les varen oferir els GM Jacob Aagaard i Borís Àvrukh.